# Parkogrzybek plamkostopy

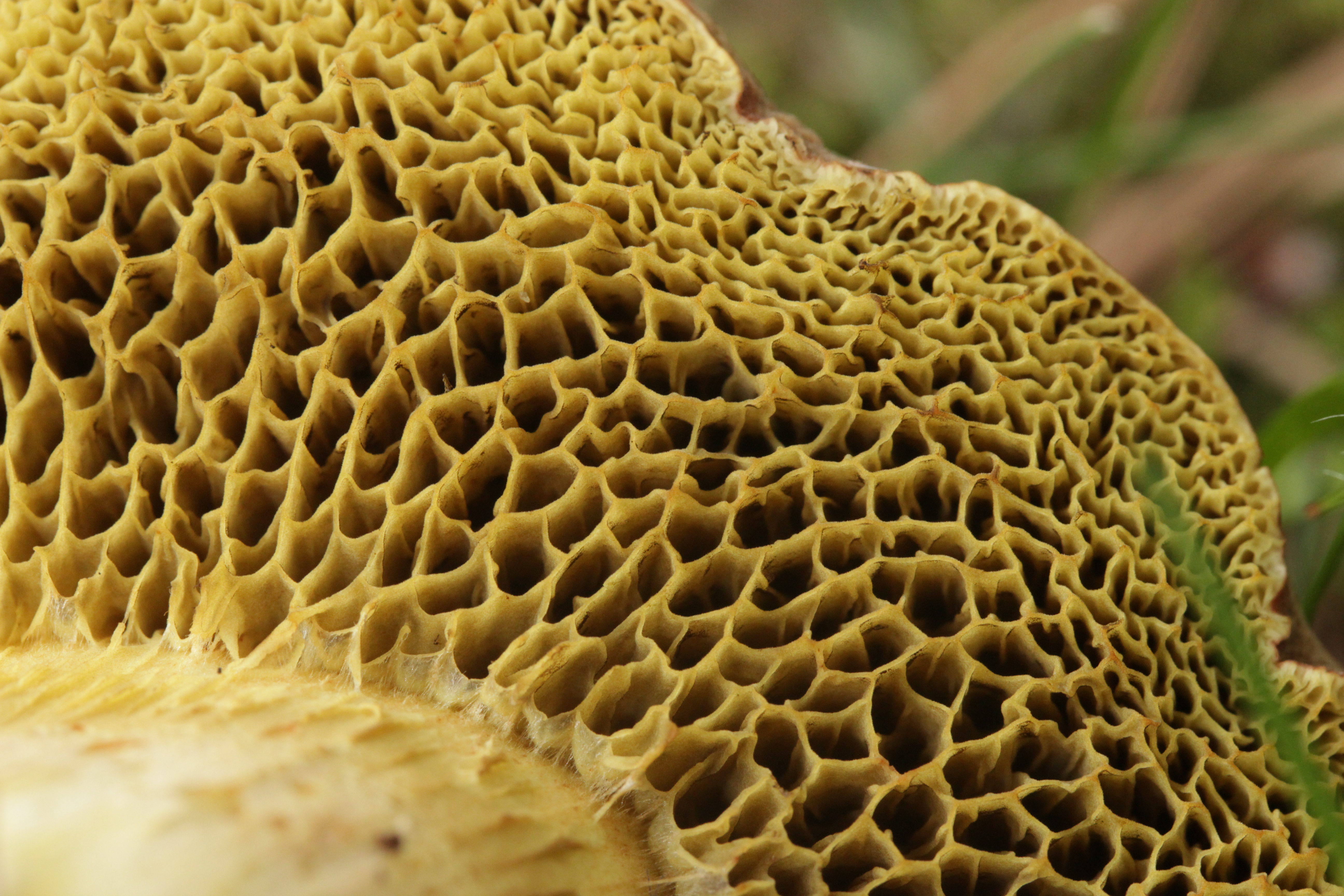
Hymenofor

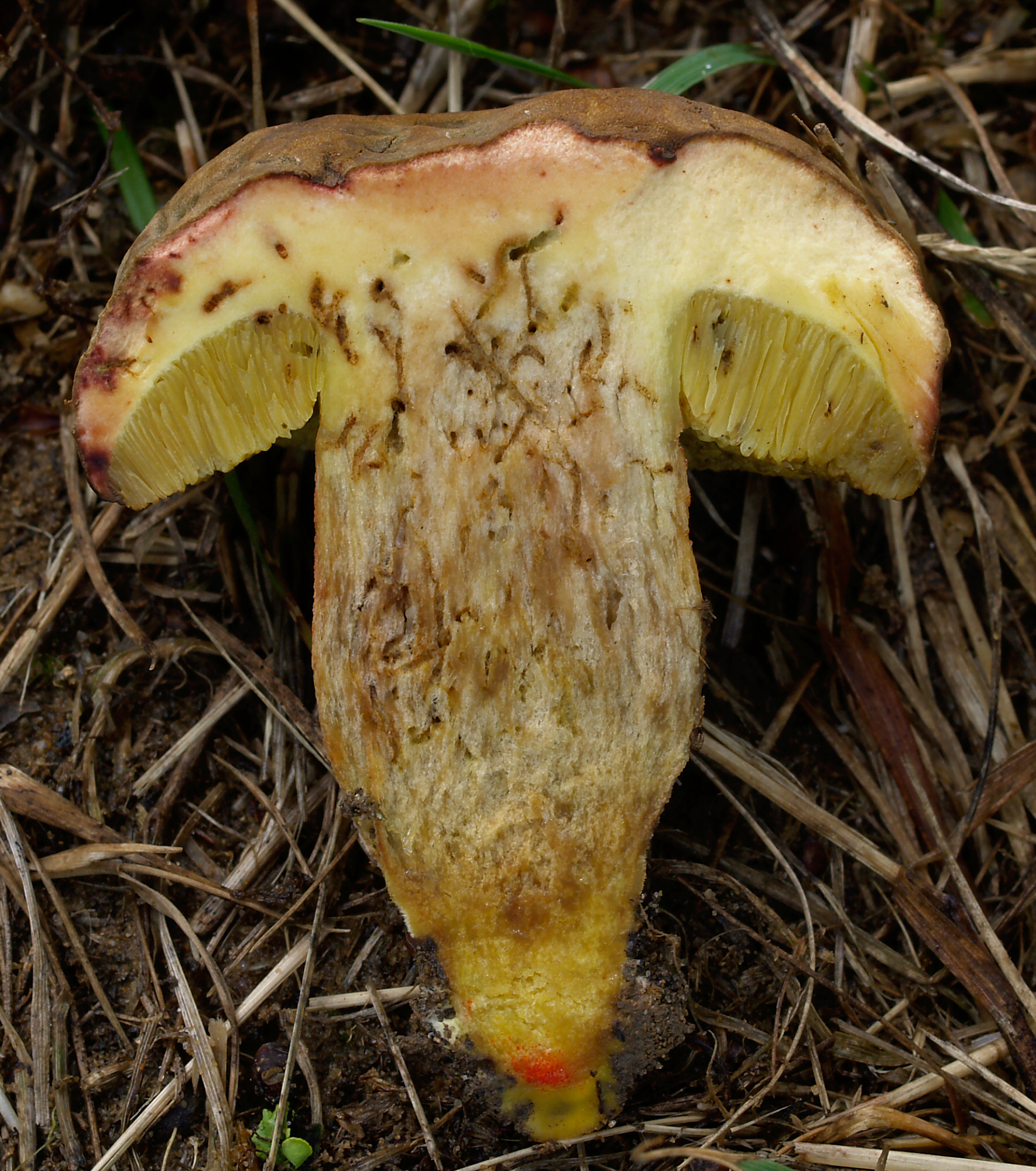
Przekrój

Parkogrzybek plamkostopy (Hortiboletus engelii (Hlaváček) Biketova & Wasser) – gatunek grzybów z rodziny borowikowatych (Boletaceae).

## Systematyka i nazewnictwo
Pozycja w klasyfikacji: Hortiboletus, Boletaceae, Boletales, Agaricomycetidae, Agaricomycetes, Agaricomycotina, Basidiomycota, Fungi (według Index Fungorum).
Po raz pierwszy gatunek ten w 2001 r. opisał Jiří Hlaváček, nadając mu nazwę Boletus engelii. W 2015 r. Alyona Yu. Biketova i Solomon Pavlovich Wasser na podstawie badań filogenetycznych przenieśli go do rodzaju Hortiboletus.
Synonimy:
- Boletus declivitatum (C. Martín) Watling 2004
- Boletus engelii Hlaváček 2001
- Boletus subtomentosus subsp. declivitatum C. Martín 1904
- Xerocomellus engelii (Hlaváček) Šutara 2008
- Xerocomus declivitatum (C. Martín) Klofac 2007
- Xerocomus engelii (Hlaváček) Gelardi 2009

Polską nazwę w 2021 r. zarekomendowała Komisja ds. Polskiego Nazewnictwa Grzybów przy Polskim Towarzystwie Mykologicznym.

## Morfologia
Kapelusz
O średnicy 3–7 cm, początkowo szeroko wypukły, potem płaski. Powierzchnia w różnych odcieniach brązu, sucha, aksamitna, często pękająca na drobne łuski z bladym miąższem widocznym w pęknięciach.
Rurki
Zbiegające na trzon ząbkiem. Są matowo żółte z jasnożółtymi porami, które z wiekiem stają się zielonkawe i ostatecznie pomarańczowo-brązowe. Poszczególne rurki są ze sobą połączone i nie można ich rozdzielić bez rozerwania rurek. Pory kanciaste, po zgnieceniu powoli zmieniające kolor na niebieski.
Trzon
O wysokości 3–7 cm i grubości 0,4–0,8 cm, cylindryczny. Powierzchnia pod kapeluszem jasnożółta, w środkowej części zaczerwieniona z drobnymi czerwonymi kropkami lub podłużnymi prążkami, przy podstawie biaława lub żółtawa.
Miąższ
W kapeluszu miękki i bardzo jasnożółty, z czerwonofioletową linią tuż pod naskórkiem. W trzonie przy wierzchołku bladożółty, ku podstawie przechodzący w ciemnożółty z drobnymi pomarańczowymi kropkami w pobliżu podstawy. Po uszkodzeniu sinieje, ale niewiele i tylko na szczycie trzonu.
Cechy mikroskopowe
Zarodniki elipsoidalne lub wrzecionowate o wymiarach 10–13 × 5–6 μm, gładkie. Skórka kapeluszaz budowana z palisadowo ułożonych i silnie inkrustowanych strzępek.
Gatunki podobne
Jest jednym z wielu podobnych gatunków borowików i jego pozycja taksonomiczna nie do końca jest jasna. Nawet przy pomocy cech mikroskopowych nie zawsze daje się z całą pewnością ustalić gatunek. Najbardziej podobny jest parkogrzybek czerwonawy Hortiruboletus rubellus. Jego młode okazy mają znacznie bardziej czerwony kapelusz. Podobny jest również pięknogrzybek brzoskwiniowy Rheubarbariboletus armeniacus, który również ma czerwony kapelusz, ale bez czerwonych odcieni na trzonie.

## Występowanie i siedlisko
Podano występowanie tego gatunku w wielu krajach Europy. W Polsce jego stanowisko w 2021 r. znaleziono w Puszczy Knyszyńskiej. Opisany tu został pod naukową nazwą Xerocomus communis (Bull.) Bon. Zgodnie z ujęciem Mikšíka (2017) i Assyova jest to Hortiboletus engelii.
Naziemny grzyb mykoryzowy żyjący w symbiozie z bukami i dębami.